# Käsbach (Odenbach)
Der Käsbach ist ein gut ein viertel Kilometer langer rechter Zufluss des Odenbaches im
rheinland-pfälzischen Landkreis Kaiserslautern auf dem Gebiet der zur Verbandsgemeinde Otterbach-Otterberg gehörenden Ortsgemeinde Niederkirchen.

## Verlauf
Der Käsbach entspringt im Naturraum Lichtenberg-Höhenrücken des Nordpfälzer Berglandes  auf einer Höhe von 279 m ü. NHN in einem Wald am westlichen Fuße des Eulenberges (396 m) etwa 350 Meter südlich von Niederkirchen.
Der Bach fließt zunächst in westnordwestlicher Richtung am Nordrand des Waldes entlang, läuft dann durch Grünland und mündet schließlich nach einem Lauf von 0,3 Kilometern südlich von Niederkirchen zwischen der Flur In der unteren Käsbach im Norden und der Flur An der Käsbach im Süden auf einer Höhe von 261 m von rechts in den aus dem Süden kommenden Odenbach.
Der Käsbach mündet nach weniger als 0,3 km langem Lauf mit mittlerem Sohlgefälle von etwa 69 ‰ rund 18 Höhenmeter unterhalb seiner Quelle.